# Irina Ducas
Irina Ducas (n. 1066, Constantinopol, Imperiul Roman de Răsărit – d. 19 februarie 1123, Constantinopol, Imperiul Roman de Răsărit) a fost soția împăratului Alexios I Comnen, mama împăratului Ioan al II-lea Comnenul și a prințesei Ana Comnena. 